# Björkbergskyrkan
Björkbergskyrkan är en kyrkobyggnad i Hälsingtuna socken, Hudiksvalls kommun. Den är församlingskyrka i Hudiksvallsbygdens församling, Uppsala stift.

## Kyrkobyggnad
Träkyrkan uppfördes 1979-1980 och är belägen i Hudiksvalls östra stadsdel, Björkberg. Den är ritad av arkitekten Sören Thurell och är en enkel rektangulär träbyggnad. Fasaderna är klädda med rödmålade, stående träpanel. En lägre församlingsdel är sammanbyggd med kyrkan. Till kyrkan hör en fristående klockbock i trä.
Kyrkan är arkitektoniskt inspirerad av fiskarkapellen i Hudiksvalls skärgård. Interiört är den klädd med naturfärgad träpanel och sparsamt dekorerad. Lösa stolar är utställda i rader.

### Orgel
1980 byggde Robert Gustavsson Orgelbyggeri AB, Härnösand. Orgeln är mekanisk med slejflådor och har ett tonomfång på 56. Alla stämmor är delade vid h0/c1.
| Manual            |
| Trägedackt 8' B/D |
| Hålflöjt 4' B/D   |
| Principal 2' B/D  |
| Nasat 1 1⁄3' B/D  |